# Neotaranomis
Neotaranomis is een kevergeslacht uit de familie van de boktorren (Cerambycidae). De wetenschappelijke naam van het geslacht werd voor het eerst geldig gepubliceerd in 1982 door Chemsak & Linsley.

## Soorten
Neotaranomis omvat de volgende soorten:
- Neotaranomis atropurpurea Chemsak & Noguera, 2001
- Neotaranomis australis Chemsak & Linsley, 1982
- Neotaranomis sinaloae Chemsak & Linsley, 1982